# Bataille de Montaigu (21 septembre 1793)
Pour les articles homonymes, voir Bataille de Montaigu.
Guerre de Vendée
Batailles
La deuxième bataille de Montaigu se déroule le 21 septembre 1793 lors de la guerre de Vendée. Elle s'achève par la victoire des Vendéens qui reprennent le bourg de Montaigu aux républicains.

## Prélude
Après leur victoire à la bataille de Torfou, les Vendéens décident aussitôt de contre-attaquer,. Un plan de bataille est mis en place le soir même à Tiffauges par le généralissime Maurice d'Elbée pour empêcher les républicains de battre en retraite sur Nantes,. Lescure, Charette, Joly et Savin sont chargés d'attaquer la garnison de Montaigu, puis de se tourner vers Clisson afin de prendre en tenailles le gros de l'Armée de Mayence avec les forces de Bonchamps et de Lyrot,,.
La petite ville de Montaigu est alors occupée par le général Jean-Michel Beysser,, qui est à la tête d'un corps de 7 000 hommes de l'Armée des côtes de Brest. Le représentant en mission Jean-Baptiste Cavaignac se trouve également sur place,.
Le matin du 21 septembre, à Clisson, le général Canclaux, le commandant en chef des forces de l'Armée des côtes de Brest et de l'Armée de Mayence, envoie l'ordre au général Beysser d'évacuer Montaigu et de se porter sur le bourg de Boussay afin de faire sa jonction avec les troupes de Kléber,. Cependant Beysser n'exécute pas l'ordre avec toute la célérité voulue,,.

## Déroulement
Le 21 septembre 1793, les troupes vendéennes de Lescure, Charette, Joly et Savin sont devant Montaigu,,. Une première escarmouche éclate dans la matinée entre les républicains et les hommes de Joly, mais le combat s'engage véritablement aux environs de deux heures de l'après-midi, alors que Beysser et ses hommes déjeunent,. 
Les défenses des patriotes s'effondrent très rapidement : les avant-postes sont pris d'assaut et les Vendéens s'engouffrent dans la ville,. Beysser se montre incapable de rallier ses troupes et de les mettre en bataille. Son artillerie est inefficace et sa cavalerie ne parvient pas à manœuvrer,. Seuls les soldats du 79e et du 109e régiment d'infanterie de ligne montrent une certaine combativité et parviennent à repousser un moment les troupes de Charette. Le général républicain donne alors l'ordre de la retraite, mais celle-ci s'effectue dans la confusion la plus totale,. Les républicains abandonnent la ville et sont harcelés sur la route par des tireurs embusqués derrières des haies. Ils sont poursuivis jusqu'à Remouillé et Aigrefeuille, à 10 kilomètres de Montaigu, où la tombée de la nuit met fin aux combats,,. Ils n'arrêtent cependant leur fuite qu'aux Sorinières, au sud de Nantes. 
Un détachement républicain se retrouve coupé du reste de l'armée et encerclé à l'intérieur du château de Montaigu,. Cependant le gros de l'armée vendéenne se rue à la poursuite de Beysser sur la route de Nantes et ne laisse derrière elle que ses forces les moins combatives,. Les assiégés parviennent ainsi à effectuer une percée et à rejoindre Les Sorinières en passant par la route de Vieillevigne,.

## Pertes

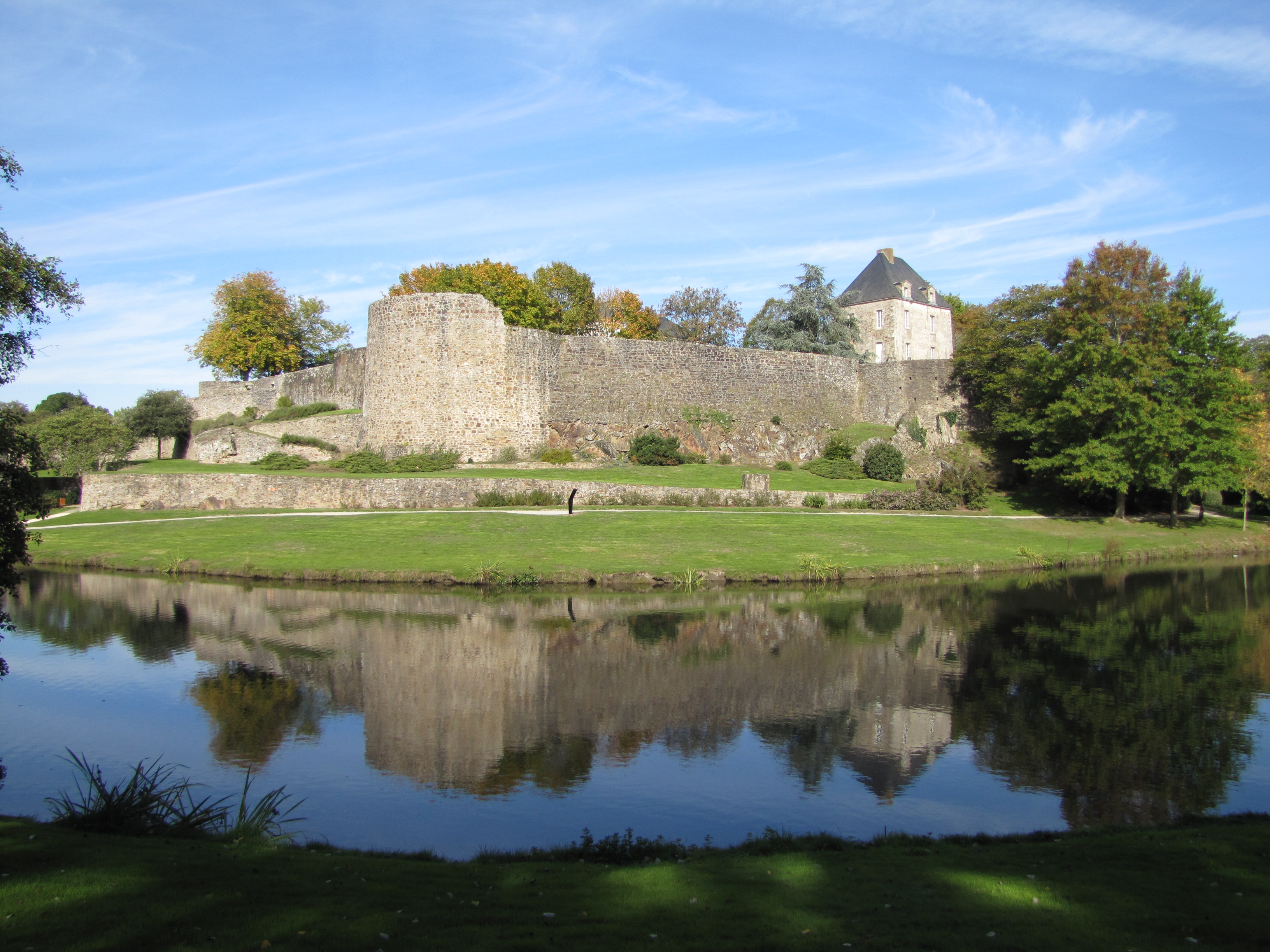
Vue du château de Montaigu en 2010.

Les pertes ne sont pas connues. Dans son rapport, Beysser, lui-même blessé par un coup de biscaïen qui lui a enfoncé une côte, déclare ignorer ses pertes en hommes mais estime qu'elles doivent être « considérables » car de nombreux soldats se sont dispersés dans les campagnes. Dans ses mémoires, le général Kléber évoque également une perte « considérable » pour le corps de Beysser. Un soldat républicain nommé Broussais écrit quant à lui dans une lettre à son père le 25 septembre : « Je ne saurais vous évaluer notre perte. Les uns disent 1 200, les autres 15 à 1 800, plusieurs 2 000. Pour moi nous avons perdu aux environs de 1 500 hommes. On nous prit 5 pièces de canons ». Le chef vendéen Pierre-Suzanne Lucas de La Championnière écrit dans ses mémoires : « L'ennemi perdit peu de monde, mais nous eûmes à peu près toute l'artillerie ». Un autre chef vendéen, Bertrand Poirier de Beauvais, affirme aussi dans ses mémoires qu'au moins 500 républicains ont été tués sur un seul point du champ de bataille et que pas moins de 14 canons ont été récupérés par les royalistes. De même, dans ses mémoires, la marquise Victoire de Donnissan de La Rochejaquelein écrit que tous les canons et bagages de l'armée de Beysser tombent aux mains des Vendéens. Beysser n'avoue quant à lui que la perte de deux canons.
Selon les états du 11e bataillon de Paris, dit de la République, onze hommes du bataillon sont tués le 21 septembre 1793 à Montaigu, un autre est signalé blessé et un autre est porté disparu.
Une polémique se développe également par la suite entre auteurs républicains et auteurs royalistes à propos des cadavres des soldats du corps de Beysser, retrouvés par Kléber lorsque ce dernier reprend la ville le 1er octobre. En 1794, Kléber écrit dans ses mémoires : « Nous trouvâmes le puits du château rempli de cadavres des soldats de ce malheureux corps ». En 1795, l'adjudant-général républicain Jean Hector Legros écrit dans ses propres mémoires : « Ce sont les Rebelles, qui après avoir gagné à Montaigu une grande bataille sur l'ivrogne Beysser, ont rempli de nos soldats vivants un puits de quarante toises de profondeur »,,. En 1881, l'auteur royaliste Adolphe de Brem écrit que « 400 bleus qui refusaient à Joly de se rendre et tentaient une sortie à travers nos gens, furent exterminés tous en face du château ». Sur la base de ce récit, le républicain Charles-Louis Chassin estime que « par ordre de Joly suivant les uns, ou de Charette, suivant les autres, les prisonniers républicains, blessés et vivants, furent précipités dans le puits du château ». Cette hypothèse est par la suite vigoureusement combattue par d'autres auteurs royalistes, comme l'abbé Deniau ou René Bittard des Portes. Dans ses mémoires, le chef vendéen Pierre-Suzanne Lucas de La Championnière donne également une version différente de celle d'Adolphe de Brem à propos de la prise du château, où il écrit que le détachement républicain assiégé « se fit jour pour s'échapper... ceux des nôtres qui étaient dans la ville voulurent bien les laisser passer pour en être débarrassés ». En 1998, l'historien Lionel Dumarcet estime que « quant aux hommes retrouvés dans le puits, rien ne prouve qu'ils aient été torturés avant d'y être jetés ».

## Suites
Kléber reprend la ville sans combattre le 1er octobre et la met en état de défense. Il écrit dans ses mémoires : « Murs de clôture, maisons, arbres, haies, en un mot tout ce qui aurait pu favoriser l'approche de l'ennemi fut démoli, coupé ou incendié. Montaigu n'était plus reconnaissable ; aussi des bataillons de la colonne de Beysser, venant à y passer quelque temps après, furent forcés d'admirer nos précautions, en gémissant sur leur négligence ».